# Sheading (Isle of Man)
Sheading (Manx: sheadinyn) ist eine alte Verwaltungseinheit auf der Isle of Man. Die 6 Sheadings haben als untergeordnete Verwaltungseinheit die Parishes und selbstverwaltete Städte/Dörfer.

## Namensherkunft
Es wird angenommen, dass der Begriff "Sheading" ein nordisches Wort für "Schiffsabteilung" ist, und man glaubte, dass jeder Bezirk für die Produktion einer bestimmten Anzahl von Kriegsschiffen verantwortlich war.

## Funktion
Die Verwaltungseinheit hat die Funktion der Schaffung von Wahlkreisen und juristischen Verwaltung über die Coroners allerdings entspricht heutzutage beides nicht mehr vollständig den Sheading-Grenzen. So bilden Ayre & Garff so wie Glenfaba & Michael gemeinsam ein Coroner.

## Liste der Sheadings
| Name     | Hauptstadt | Parishes & unab. Dorf / Stadtverwaltungen                  | Einwohner | Fläche (in km²) | Karte |
| -------- | ---------- | ---------------------------------------------------------- | --------- | --------------- | ----- |
| Ayre     | Bride      | Andreas, Bride, Lezayre, Ramsey                            | 3.055     | 115,1           |       |
| Garff    | Ramsey     | Lonan, Maughold, Onchan                                    | 12.085    | 75,8            |       |
| Glenfaba | Peel       | German, Patrick, Peel                                      | 7.916     | 89,2            |       |
| Michael  | Michael    | Ballaugh, Jurby, Michael                                   | 3.399     | 75,2            |       |
| Middle   | Douglas    | Braddan, Marown, Santon, Douglas                           | 42.692    | 121,0           |       |
| Rushen   | Castletown | Arbory, Castletown, Rushen, Malew, Port Erin, Port St Mary | 14.167    | 95,7            |       |
| [ 3 ]    |            |                                                            |           |                 |       |